# Брътнице
Брътнице (на чешки: Brtnice (преди това известен също и като Trhová Brtnice), на немски: Pirnitz – Пирниц) е град в Централна Чехия, в окръг Ихлава на Височински край. Населението му е 3728 души. Градът се намира на второкласния път II/405, на около 14 km от Ихлава и на 21 km от Тршебич и е част от микрорегион Черни леси. До 27 март 2000 г. Брътнице е населено място без право на самоуправление и на тази дата придобива статут на град. През Брътнице протича едноименната река, а центърът на града е обявен за градска историческа зона.

## История
Първото писмено споменаване на селището е от 1234 г., но то вероятно е основано през 12 век. След няколко смени на владетелите на Брътнице, за повече от 200 години то става собственост на Ломницкия клон на рода Валдщейн. След битката при Бялата планина, селището преминава в ръцете на венецианския род Колалто, който го управлява до 1947 г., когато е конфискувано от държавата. Следващият етап на развитие е от 1980 г. насам, когато Брътнице се превръща в централна община и започва изграждането на нов селищен район, наречена Новия квартал (на чешки: Nová čtvrť). След 1989 г. в града е построена пречиствателна станция, обновена е канализацията, поправени и подновени са историческите паметници и градската собственост като цяло, и е започнато строителството на нова жилищна зона, наречена Нива.
В Брътнице е роден австрийският архитект Йозеф Хофман (1870 – 1956).

### Население
Според преброяването от 2001 г. в града и присъединените общини живеят общо 3656 жители, от тях 3394 чехи, 117 моравци, 27 словаци, 3 от украински произход и по 1 от цигански, полски и немски произход.
| Година                             | 1843 | 1869 | 1880 | 1900 | 1910 | 1921 | 1930 | 1961 | 1980 | 2000 | 2006 |
| ---------------------------------- | ---- | ---- | ---- | ---- | ---- | ---- | ---- | ---- | ---- | ---- | ---- |
| Жители (без присъединените общини) | 3563 | 3048 | 3162 | 3003 | 3007 | 2785 | 2551 | 2045 | 1996 | 2325 | 2410 |